# Tommy James and the Shondells
A Tommy James and the Shondells egy amerikai könnyűzenei együttes, amely pop-rockot és pszichedelikus rockot játszik. 1964-ben alakultak meg a Michigan állambeli Nilesben. Híres slágereik voltak a „Mony Mony”, a „Hanky Panky”, a „Mirage”, a „Crimson and Clover”, a „Sweet Cherry Wine” és az „I Think We're Alone Now”.

## Diszkográfia

### Nagylemezek
- Hanky Panky (1966)
- It's Only Love (1967)
- I Think We're Alone Now (1967)
- Gettin' Together (1967)
- Something Special! The Best of Tommy James and The Shondells (1967)
- Mony Mony (1968)
- Crimson & Clover (1969)
- Cellophane Symphony (1969)
- The Best of Tommy James and The Shondells (1969)
- Travelin' (1970)

### Kislemezek
- 1966: "Hanky Panky" (#1 U.S.) (#38 UK) (#1 CAN)
- 1966: "Say I Am (What I Am)" (#21) (#12 CAN)
- 1966: "It's Only Love" (#31) (#10 CAN)
- 1967: "I Think We're Alone Now" (#4) (#6 CAN)
- 1967: "Mirage" (#10) (#2 CAN)
- 1967: "I Like the Way" (#25) (#21 CAN)
- 1967: "Gettin' Together" (#18) (#24 CAN)
- 1967: "Out of the Blue" (#43) (#35 CAN)
- 1968: "Get Out Now" (#48) (#37 CAN)
- 1968: "Mony Mony" (#3) (#1 UK, 3 weeks) (#3 CAN)
- 1968: "Somebody Cares" (#53) (#40 CAN)
- 1968: "Do Something to Me" (#38) (#16 CAN)
- 1968: "Crimson and Clover" (#1) (#1 CAN)
- 1969: "Sweet Cherry Wine" (#7) (#6 CAN)
- 1969: "Crystal Blue Persuasion" (#2) (#1 CAN)
- 1969: "Ball of Fire" (#19) (#8 CAN)
- 1969: "She" (#23) (#15 CAN)
- 1970: "Gotta Get Back to You" (#45) (#16 CAN)
- 1970: "Come to Me" (#47) (#46 CAN)
- 2004: "I Love Christmas" (CD single)